# Манастир Дивљане
Дивљански манастир, Манастир Дивљанa, а неки га зову Манастир Светог великомученика Димитрија је манастир Српске православне цркве у Епархији нишкој, у селу Дивљанa, близу Дивљанског језера, на 5 километара јужно од Беле Паланке у подножју југоисточног дела Суве планине, на 450 мнв. Старешина манастира је протосинђел Серафим Живковић.
Посвећен је Светом великомученику Димитрију мироточивом. који се слави 8. новембра. Први пут је 1394. године изграђен православни манастир на овом месту који постаје задужбина браће Мрњавчевића крајем 14. века, након његовог претходног рушења. У манастиру је забележен већи број античких споменика из IV века, од којих се могу видети 2 капитела. Око 880. године када је отпочела нова христијанизација почиње и образовање нових епископија. На основу материјалних налаза и повеље византијског цара Василија II верује се да је на истом месту постојао ранохришћански објекат из IX века и да је био центар обновљеног црквеног живота у средњем Понишављу био смештен управо у овом манастиру.

## Положај и карактеристике манастирског комплекса
Манастир Светог великомученика Димитрија у Дивљани, територијално припада нишкој епархији, а административно општини Бела Паланка. Налази се на пет километара јужно од Беле Паланке, недалеко од античког пута за Скопље и Солун. Смештен је на 450 метара надморске висине у подножју југоисточног дела Суве планине, подно Дивне Горице чије се шумовите падине спуштају до манастирских ливада, са којих се пружа јединствен поглед на Сврљишке планине и Шљивовички врх.

### Карактеристике раније цркве
Прва манастирска црква била је античка тробродна базилика ранохришћанског типа. То се може документовати временом настанка, нађеним археолошким материјалом и суседним и другим црквама таквог типа из тог времена. Ремезијанске ранохришћанске цркве из тог доба су углавном биле оријентисане исток-запад са олтаром на источној страни, где је саборна била величине 16х30м. Изнад главног улаза стајао би неки трем којег су носила два носача, у виду масивних стубова који су поседовали базу и капител. На капителима су обично били урезани ранохришћански крст и знак омега. Подови и зидна оплата били су од мермера. Црква Св. Димитрија у Дивљанима, је била величине 19х12м. Тадашња црква у Дивљанима доста је личила на данашњу цркву, била је скоро исте величине, такорећи исте основе и на истој локацији, једино што је имала већи западни портал. Данашња црква је изграђена у романском и неоренесансном стилу. Имала је двоспратну кровну конструкцију у комбинацији са решењенем запдног прочеља и на тај начин је створен утисак тробродности цркве. Овде имамо одсуство кубета, фризове са 124 слепе аркадице, лизене, трифоре и др.

## Историјат
На месту Дивљанског манастира кроз векове уназад било разних храмова који су рушени и поново подизани, све док није изграђен манастир какав данас изгледа. По неким подацима, први хришћански храм, црква Дивљанског манастира, подигнут је 394. године нове ере. Ова црква је саграђена на темељима старог паганског храма посвећен богу сунца Митри. Ово место је било култно кроз векове па се зато и касније ту изградио цео комплекс и сам манастир. Ово је морало да се деси јер је вера тадашње државе била хришћанство па се и црква морала прилагодити томе што доводи до стварања хришћанског храма. Међутим ни Митеј није био први култни објекат који је ту стајао пре Дивљанског манастира.

### Праисторијска и античка налазишта
На основу различитих записа и извора долази се до податка да је простор данашњег села Дивљане одувек било насељено и било једно од светих места античког доба локалног трибалског становништва (трачани). Конкретно, на само километар од тренутне локације манастира , Игриште, је било праисторијско насеље из бронзаног доба негде око 1200 година пре нове ере, а само 600 метара од манастира гробне јаме са пепелом покојника и разним керамичким прилозима. У радијусу мање од километара око манастира налазила су се још неколико насеобина и то из доба Римљана (Стасовац
, Билс, „Villа rustica“ и теберна). На основу овога можемо закључити да је ова локација била место где се окупљао позамашан број људстава у то доба. Ту је и на неких 5 километара од манастира и стара насеобина Ремезијана, или данашња Бела Паланка. Међутим, због зуба времена у самом селу Дивљана није сачувано неко јасније предање о паганском храму пре њега и осталим храмовима који су били у близини. Једино шта може да нам укаже на њих су легенде о вилама, са блиском везом античких нимфи. Ово светилиште угашено је 392. године нове ере, непосредно пре оснивања манастира Св. Димитрија, у чији ентеријер су пренете реликвије старог храма:
- мермерна икона нимфе
- мермерна икона трачког коњаника

Сви храмови који су били посвећени богу Митри, били су у близини главних путева и обавезно у близини воде било којег типа. Ово је било карактеристично за време 2. и 3. века нове ере, и то са посебним истицањем у понишавском округу и то на основу два завештана олтара који се налазе у Дивљани и Осмакову и двему рељефних икона са локацијама у Рагодешу и Расници и то све у кругу од неких 20 km. Митреји су грађени у мањим димензијама, обично 5х10м са оријентацијом углавном исток-запад што је супротно каснијим црквама, олтарима на западној страни а улазом на источној. Антички материјал на овом локалитету је многобројан и ова скупина спада у богатије у југоисточној Србији. Поред овде горенаведених у тексту ту су и следећа налазишта:
- Један велики камен импост капител, висине 64 cm, пречника у доњем делу 53 cm, страница у горњем делу 72 cm. На њему се налазио старохришћански крст у прстену на предњој страни и ознаком омега по свим вертикалним ивицама[16]
- Две округле камене двостране базе из исте целине са капителом[17]
- Три трупа античког каменог стуба дуга по 2m[18]
- Два античка камена стуба квадратне основе 20 cm и неких 60 cm дугачки[19]
- Један антички камени стуб за чесму[20]
- Фрагмент античког каменог споменика са сачуваним латинским словима: „dici“
- Камени свети престо (стуб од црвенкастог пешчара, висине изнад пода 95 cm, носи камеу плочу димензија 150х105cm)[21]

### Порекло имена манастира Дивљане
Сам назив Дивљана потиче од латинске речи "Divus", што у преводу на српски језик означава бога. Исто тако, по наводима професора С. Петровића, имамо топониме са основом и кореном речи: див, дивљи (дивји). Сви знамо, да су дивови били саставни део српске религије пре хришћанства. Да све буде још уверљивије, „сама српска реч див је изведеница од диево, којом су сви индоевропски народи називали своје богове: индијски дева, староперсијски даева, латински дивус и деус“. Међутим, очигледно је да данашњи назив Дивљана води од латинске речи Diviana, што на српском значи Боговина.

### Ранохришћанска црква

#### Епископ Св. Никета
Оснивач манастира је био чувени белопаланачки (ремезијански) епископ Св. Никета (338-420), и прва црква је подигнута крајем 4. века између 392.-395. године нове ере. Епископ Никета је био доста познат по својим достигнућима широм римског царства између којих су плодна мисионарска и књижевна делатност. Никета је држао место владике пуне 54 године у Белој паланци (366-420) иза кога остају многе цркве и манастири који спадају у једне од најстаријих у том крају. Колико је био познат и важан у то време, говори чињеница да се у то време исто по први пут отварају манастири у Милану од стране епископа Амброзија (374-379), у Тугасти 398. године од стране Св. Августина, у Марсеју 415. године од стране Јована Касијана.
Међутим, у време када настаје сам Дивљански манастир, за римско царство је то било веома тешко време због честих упада Гота преко Дунава па је било константног разарања. У ово бурно доба, епископ Никета, без предаха и неуморно ради на више страна и све то како би заштитио у утврдио православну веру на овим просторима. Он је одржавао везу са високим функционерима тог времена као што су:
- Цар Теодосије
- Папе Дамас
- Сириције и Иноћентије
- Патријарх Св. Јован Златоусти
- Епископи и писци Св. Паулин, Св. Амброзије, Св. Августин, Св. Јероним, Сулпиције Север и др.[26]

#### Избор локације самог манастира
На основу истраживања М. Костића, није случајно што се манастир налази баш ту где је сада. Одабир места за изградњу манастира Св. Димитрија није само због изванредне природне околине већ и зато што је у близини Дивљанско врело. Као и свако врело, и ово је познато по лековитом саставу и било је врста светог места, ал због промена састава воде, или деминерализације, у средњем веку функцију светог места преузима сам манастир Св. Димитрија. Улога самог места „DIVIANA“ постаје јаснија када трачки Трибали, народ који је насељавао понишавље, почиње да обожава изворе и реке, а посебно бање и друге лековите изворе. Имали су развијен култ богова, здравља и животне снаге. Све ово је довело да се на том месту сагради и Хришћански манастир, управо због локације и изобиља ресурса које поседује.
Манастир је саграђен после затварања паганског светилишта богу Митри 392. године, тачније у периоду од 392. до 395. године када је у римском царству већ било устаљено хришћанство као званична религија. На основу археолошких истраживања остаје да се докаже да ли је та првобитна црква манастира Дивљане била на истом месту као и средњовековна.

#### Избор патроната
Избор солунског чудотворца Св. Димитрија за заштитника манастира је био од стране самог епископа Никете, што нам директно указује на нагли развој и експанзију обожавања овог светитеља у Солуну – главном граду префектуре Илирик, којој је припадала и Ремезијана (Бела Паланка) крајем 4. века. Не зна се тачно када је подигнута прва црква овом светитељу али префект Леонтије му гради велику базилику у Солуну, а потом 412. године у Сирмијуму. Веза Никете са Солуном су биле вишеструке а неке од тих је било то што му је ту столовао црквени шеф где је ишао на консултације о свему, и наравно одатле је путовао лађом на исток и запад и исто тако се ту састајао са царом Теодосијем. Све ово је јасније ако се напомене чињеница да је Солон Никети био исто што и Св. Сави 800 година касније.

### Главни храм средњег Понишавља
Дивљански манастир је преживео пад ромејске државе и доживео да се око њега трајно настане пагански Словени у Понишављу 614. године. Међутим након тога замире хришћански живот у наредна 2 и по века што недвосмислено потврђује обнова и реафирмација светилишта 870. године, када долази до поновне христијанизације. Отварање поновне епископије и парохија, уследило је од стране грчке јерархије Цариградске патријаршије. Обновљена су сва светилишта која су била у евиденција од раније да су ту постојала као хришћански храмови. Пошто је Ремезијана била сравњена центар је постављен да буде Дивљански манастир што ће бити и 1019. године што се види из повеље цара Василија II. Сам храм је преживео доста реконструкција па је у некој од њих попримио елементе византијског стила. Сматра се да је манастир задужбина браће Мрњавчевића, који су га обновили у 14. веку. Овај центар у Дивљанима је био доста активан све до окупације Турака на тим просторима када је порушен и када је опустео. Пре пустошења, манастир је поседовао 1200 хектара земље, а у његовом склопу је био и Прњавор (тада се тако звало село Дивљане) што је износило још 800 хектара земље.
Коначно рушење се догодило 1386. године у великом походу Турака на Ниш када је страдало и цело Понишавље са све градовима, селима и манастирима. Турци су се кретали из правца Софије ка Нишу на челу са султаном Муратом који касније гине на Косову. Још једно рушење се одиграло и 1389. године када се пред бој на косову водиле жестоке борбе у пиротском крају. Обновљена је 1395. године и све до 1902. године није рушена, када је поново страдала и од када датира данашња црква. Сумарни дефтер Пиротске казе помиње Манастир Свети Димитрије, који је давао приход од 261 акче. На основу путописа С. Герлаха (нем. Stephan Gerlach), 1578. године, у манастиру је живело 5 монаха који су држали и школу. Из Турсих катастарских пописа из 1595. године не означава манастир као нов, што значи да се налази и у дефтеру 1574. године и показује да је манастир био задужен са порезом у висини од 300 акчи на конту житница. Са каменог споменика из 1670. Сазнајемо да је ту боравио и Стојан Вуја из Сурачева. Један октоих је поправљен 1714. године а из истих извора се сазнаје да је 1723. године, на дан Св. Богородице, одржан вашар. 1719. године се бележи, од стране аустријског дипломате К. Дриш-а да калуђери у манастиру живе по правилима Св. Василија, најугледнијег реда духовника.
Касније, монаси Арсеније и Максим, бележе 1796. Године крџалијски погром у Понишављу а 1798. долази до ископавања манастирског бунара. Након паљења манастира у Првом српском устанку 1809. године пред Чегарску битку, приступа се обнови библиотеке манастира, црквеног ентеријера и самог иконостаса а ктитор, пиротски еснаф трачки, поклања 1820. године икону Св. Спиридона. Године 1873. је срушен пирг. 1876-1877. године долази до паљења конака, и при томе гори и део библиотеке са два пергаментна рукописа. По ослобођењу од Турака 1878, дошло се на идеју о подизању новог храма, а његов је темељ освећен још исте године. Нови храм који је освећен 1902, а завршен 1908. 1902. је срушен и наос, да би се изградио данашњи објекат. Аутор новог храма био је архитекта Милорад Рувидић. За време Бугарске окупације 1915—16, Бугари су опљачкали и оштетили манастир и тада је нестао стари запис о боравку Светог Саве у манастиру и околини.
Посед манастира је објављен 1889. године, а из њега се види да зиратне земље (оранице) има 245 хектара, док је под шумом само 98 хектара имања. Манастир има и једну воденицу са четири витла.
После ослобођења и Октобарске револуције, из Русије је побегао велики број руских монахиња, официра и доктора и дошао управо у овај манастир, 1925. на челу са игуманијом Диодором. Они су живописали и уредили нови храм, те око 1933. подигли зимску црквицу посвећену светом Серафиму Саровском чудотворцу. Они су у манастиру живели све до пред Други светски рат, после чега је остало само сестринство српских монахиња. Након рата, манастиру је одузета готово сва имовина. Црква Св. великомученика Димитрија обновљена, а конак манастира је срушен и на његовим темељима је изграђен нови, 2005. године.
Архитекте, Д. Милутиновић и М. Валтровић, одмах по ослобођењу од Турака 1878. године су сачинили илустрацију цркве у боји, направили план цркве, комплетна основа са мерама, подужни пресек исто тако и попречни пресек. После њих, манастир посећују М. Милићевић 1878-82. године, Ф. Каниц 1889. године, Стеван Сремац пре 1892. године, Вулић и Премештајн 1900. године, А. Белић 1901. године и други.
Недалеко од манастира налази се храст стар више од 1.000 година. Данас представља праву атракцију за туристе.

### Манастирска болница, апотека и амбуланта
Манастирска амбуланта, апотека и болница. – Први облици здравственог организовања у манастиру падају у новије време, по доласку руских монахиња 1931. године. Да је и у старијој историји овог било неке организованије
здравствене самозаштите, тешко је говорити због степена истражености манастирског комплекса. Међутим, неке
чињенице иду у прилог таквом закључивању.
Оснивач манастира, учени ремезијански епископ Никета (338-420), у својим делима користи "многобројне стручне изразе из стручног
лекарског говора".
Када су марта 1931. године овде приспеле прве монахиње, рускиње, њих ЗО-ак на броју, под руководством Диодоре, многе ствари су се у манастиру измениле. Ове монахиње су биле организоване тако да поред 7 храмова са 300 монахиња, 3 духовника, 2 ђакона и 2 псалмочатца, имао и црквено – учитељску школу (око 300 ученица), дом за сироту децу (100 места), пољопривредну школу, дом за старе и немоћне, амбуланту са апотеком које су бесплатно пружале медицинске услуге и давале лекове (20.000 људи годишње, посебан конак за ходочаснике и подворје у Петрограду. У Првом светском рату љесна је евакуисана пред Немцима најпре у Петроград, затим у бесарабијски Шапски манастир, а одатле, пошто је за богослужбени језик 1920. наметнут румунски, неки део монаштва прелази у српски манастир Хопово, где наставља са љеснинским устројством и руским богослужењем. Монахиња Диодора, од 1932. игуманија, и сама васпитаница Хопова, преноси љеснинске хуманитарне и добротворачке обрасце у Дивљански манастир, који постаје њено упориште, те отвара овде амбуланту, апотеку, дом сироте деце, болнички стационар и др. Амбулантске и апотекарске услуге вршила је од почетка монахиња Евпраксија, која је имала медицинско образовање. Амбуланта и апотека биле су од марта 1931. године у старом конаку, али су крајем године премештене у новосаграђени конак од 10 соба, северно од цркве, где су остале до 1942. године. Од две келије у прочељу, једна је била претворена у ординацију с апотеком, а у другој је становала Евпраксија.
Медицинске услуге су пружане и околном народу, најчешће деци. Код одраслих услуге су биле углавном интервентне, код санирања разних повреда. посебно насталих у горосечи или од уједа змија на падинама Суве планине, у коју путеви из села Дивљане и Мокре воде поред манастирске порте. Око 1935. године у манастиру је отворено и болничко одељење. Посебан, издвојен болнички стационар устројен је око 1937. године, када је у манастиру оболело више монахиња од туберкулозе, права пошаст у то време. Тада је један
конак, пописан иначе 1936. као "Стан за јеромонаха са собом и ходником", пренаменован за потребе болнице, те је као болнички вођен и 1946, када је службено означен као "Зграда за болеснике". Последице ове опаке болести саниране су тек 1942. године, пошто је већ однела најмање осам живота. У манастирском гробљу је између 1933. и 1943. године покопано укупно 16 особа, 13 руског и 3 српског порекла, од чега 13 жена и 3 мушкараца.
Велике промене наступиле су марта 1940. године када је из манастира кренуо на пут велико селидбено јато од равно 40 душа, на челу са игуманијом Дијодором, у св. Пречисту кичевску у Македонију. У Дивљани је остало 9 руских монахиња, неколико српских искушеница и 2 руска јеромонаха. После неколико месеци из Кичева су се вратиле још 4 српске монахиње, међу њима и Дарија, која ускоро преузима управу св. Димитрија за наредних пола века.